# Associazione Sportiva Lodigiani 1984-1985
Questa voce raccoglie le informazioni riguardanti  l'Associazione Sportiva Lodigiani nelle competizioni ufficiali della stagione 1984-1985.

## Rosa
| N. |                   | Ruolo | Calciatore          |
| -- | ----------------- | ----- | ------------------- |
|    | Italia (bandiera) | C     | Silvio Argenio      |
|    | Italia (bandiera) | P     | Giovanni Bianchetti |
|    | Italia (bandiera) | D     | Giancarlo Boncori   |
|    | Italia (bandiera) | A     | Stefano Cardillo    |
|    | Italia (bandiera) | C     | Mauro Carlomagno    |
|    | Italia (bandiera) | D     | Mauro Cini          |
|    | Italia (bandiera) | C     | Carlo Cotroneo      |
|    | Italia (bandiera) |       | De Luca             |
|    | Italia (bandiera) | C     | Stefano Di Lucia    |
|    | Italia (bandiera) | C     | Giuseppe Ferazzoli  |
|    | Italia (bandiera) | D     | Roberto Marcangeli  |
|    | Italia (bandiera) | C     | Massimo Paganucci   |

| N. |                   | Ruolo | Calciatore          |
| -- | ----------------- | ----- | ------------------- |
|    | Italia (bandiera) | D     | Sandro Paolucci     |
|    | Italia (bandiera) | C     | Stefano Paparusso   |
|    | Italia (bandiera) |       | Picchetti           |
|    | Italia (bandiera) | D     | Mauro Picconi       |
|    | Italia (bandiera) | D     | Maurizio Sacchi     |
|    | Italia (bandiera) | A     | Andrea Scotini      |
|    | Italia (bandiera) | A     | Andrea Silenzi      |
|    | Italia (bandiera) | A     | Massimo Strozza     |
|    | Italia (bandiera) | C     | Franco Tintisona    |
|    | Italia (bandiera) | D     | Roberto Versiglioni |
|    | Italia (bandiera) | D     | Carlo Vincenzi      |